# Antonio Salazar Cifré
Antonio Salazar Cifré (València, 19 de juny de 1954) és un metge i polític valencià, diputat en la primera legislatura de les Corts Valencianes.
Llicenciat en medicina i cirurgia. Militant del PSPV-PSOE, fou elegit diputat per la circumscripció de València a les eleccions a les Corts Valencianes de 1983. Ha estat vicepresident de la Comissió de seguiment dels efectes de les riades de les Corts Valencianes. No es va presentar a la reelecció i continuà la seva carrera professional com a metge. En 2005 era cap de secció d'Epidemiologia del Centre de Salut Pública de València.

## Obres
- Brote de shigellosis en un barrio de nivel social bajo (monografia)